# Corina Istrătescu
Corina Ioana Istrătescu (Ploiești, 15 settembre 1979) è un'ex cestista rumena.

## Carriera
Con la Romania ha disputato i Campionati europei del 2005.